# Ramariopsis kunzei
Ramariopsis kunzei es una especie comestible de hongos coralinos de la familia Clavariaceae, y la especie tipo del género Ramariopsis. Se conoce comúnmente como coral blanco debido a la estructura ramificada de los cuerpos fructíferos que se asemejan al coral marino.
Los cuerpos fructíferos miden hasta 5 cm (2 pulgadas) de alto por 4 cm (1+1⁄2 pulgadas) de ancho, con numerosas ramas que nacen de un tallo rudimentario corto. Las ramas tienen de uno a dos milímetros de grosor, son lisas y blancas, a veces con puntas amarillentas en la edad.
Ramariopsis kunzei tiene una amplia distribución y se encuentra en Norteamérica, Eurasia y Australia.

## Taxonomía
La especie fue descrita por primera vez como Clavaria kunzei por el micólogo pionero Elias Magnus Fries en 1821. E.J.H. Corner transfirió la especie a Ramariopsis en 1950, y la convirtió en la especie tipo. En general, los hongos coralinos suelen tener extensos historiales taxonómicos, ya que los micólogos no se han puesto de acuerdo sobre la mejor forma de clasificarlos. Además de Clavaria y Ramariopsis, el R. kunzei ha sido colocado en los géneros Ramaria por Lucien Quélet en 1888, y Clavulinopsis por Walter Jülich en 1985. Según la base de datos taxonómica MycoBank, la especie ha adquirido una lista considerable de sinónimos, enumerados en el taxobox. Se conoce comúnmente como coral blanco debido a la estructura ramificada de los cuerpos fructíferos que se asemejan al coral marino.
Un análisis filogenético de hongos clavarioides concluyó que R. kunzei se encuentra en un linaje filogenético junto con varias especies de Clavulinopsis (incluyendo C. sulcata, C. helvola y C. fusiformis), y que este clado (el clado ramariopsis) está anidado dentro de un grupo de especies que representan a la familia Clavariaceae.

## Descripción
Los cuerpos fructíferos de Ramariopsis kunzei son de color blanco a amarillo blanquecino, y son estructuras muy ramificadas parecidas al coral; las dimensiones suelen ser de hasta 8 cm (3,1 pulgadas) de alto y 6 cm (2,4 pulgadas) de ancho. Los ejemplares más viejos pueden tener un tinte rosado. Las puntas de las ramas son romas, no crestadas como en algunas otras especies de hongos coralinos, como Clavulina cristata; las ramas tienen entre 1 y 5 milímetros de grosor. Las puntas de las ramas de los especímenes maduros pueden ser amarillas. Un tallo, si está presente, puede medir hasta 1 cm (0,4 pulgadas) de largo y estar cubierto de pequeñas escamas o escamas.  La textura de la carne puede variar de flexible a quebradiza, el olor y el sabor no son distintivos, este hongo no cambia de color al magullarse o lesionarse, pero una solución al 10% de FeSO4 (una prueba química conocida como «sales de hierro») lo volverá verde.
En depósito, las esporas son blancas. Vistas con un microscopio óptico, las esporas son translúcidas y tienen una forma entre elipsoide y aproximadamente esférica con espinas en la superficie, y unas dimensiones de 3-5,5 por 2,5-4,5 μm. Las esporas no son amiloides, lo que significa que no absorben yodo cuando se tiñen con el reactivo de Melzer. Las células que contienen las esporas, los basidios, suelen tener 25-45 μm de largo por 6-7 μm de ancho y 4 esporas.

### Especies similares

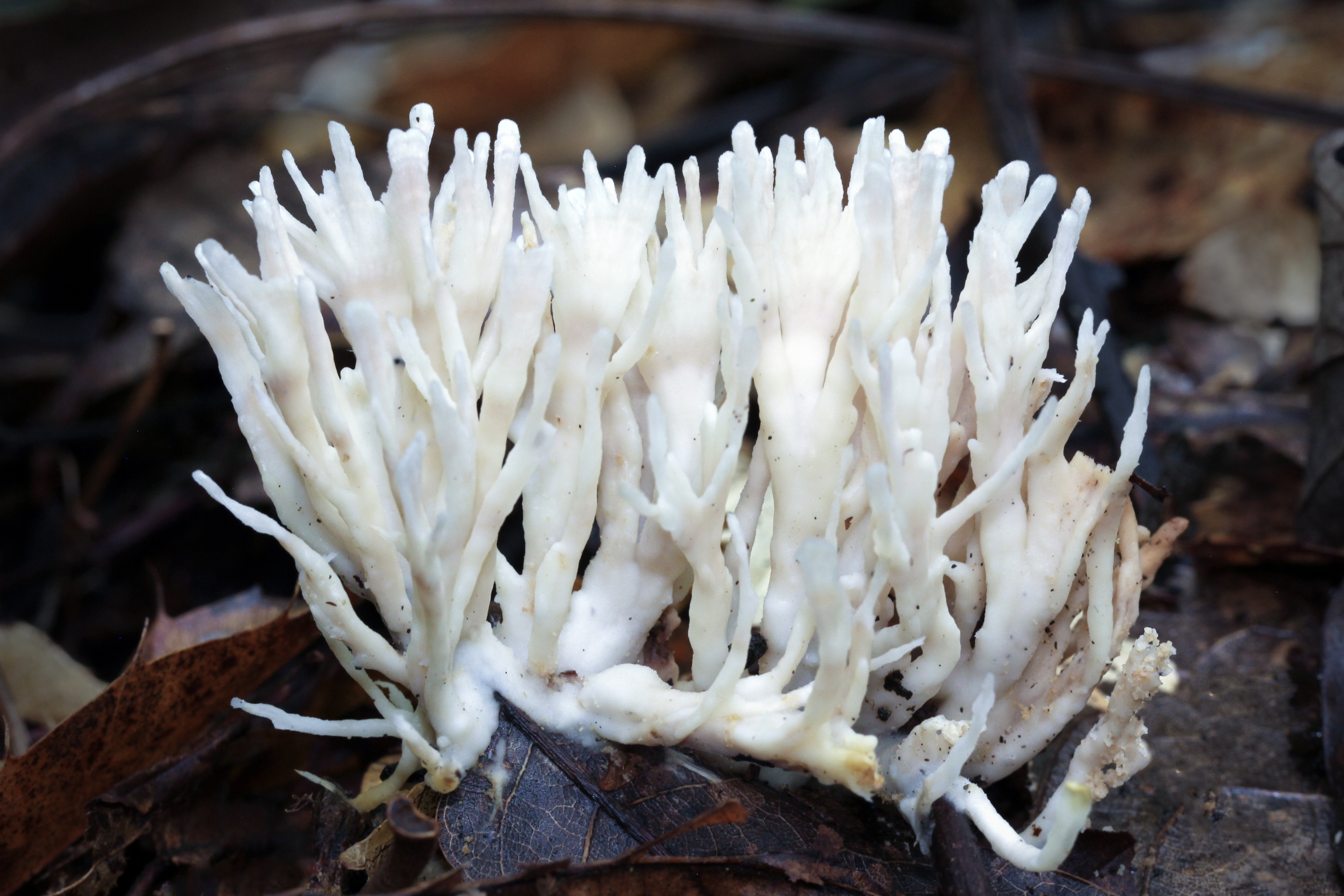
Sebacina schweinitzii es una especie parecida.

El «coral crestado» (Clavulina cristata, comestible) tiene un aspecto similar al de R. kunzei, pero sus ramas tienen las puntas con flecos y plumas. El «falso coral gelatinoso» (Tremellodendron pallidum, comestible) tiene ramas blanquecinas, duras y cartilaginosas con puntas romas. Ramariopsis lentofragilis (venenosa) es una especie parecida del este de Norteamérica que causa dolor abdominal intenso, debilidad general y dolor bajo el esternón.
También son similares Artomyces pyxidatus, Clavulina cinerea, Clavulina rugosa y Clavulinopsis corniculata.

## Hábitat y distribución
Se cree que la especie es sapróbica y se encuentra creciendo en el suelo, en el mantillo o, con menor frecuencia, en madera bien descompuesta. Los cuerpos fructíferos pueden crecer solos, en grupos o agrupados. David Arora ha observado una preferencia por crecer bajo coníferas, así como una prevalencia en los bosques de secuoyas de Norteamérica. En cambio, un autor anterior afirmó que esta especie crece «raramente en bosques de coníferas».
En Europa, Ramariopsis kunzei se ha recolectado en Escocia (concretamente, en las islas de Arran, Gigha y la península de Kintyre), los Países Bajos, Noruega, la antigua Checoslovaquia, Alemania, Polonia, y Rusia (montañas Zhiguli). También se ha encontrado en China, India, Irán, las Islas Salomón, y Australia.  En Norteamérica, la distribución se extiende hacia el norte hasta Canadá, e incluye Estados Unidos (incluidos Hawái y Puerto Rico).

## Comestibilidad
La especie es comestible, pero «carente de carne y sabor».